# 補装具
補装具（ほそうぐ）とは、身体障害者が装着することにより、失われた身体の一部、あるいは機能を補完するものの総称。具体的には、義肢（義手・義足）・装具・車椅子が有名。肢装具・杖・義眼・補聴器もこれにあたる。

## 概要
2006年10月より、重度障害者用意思伝達装置とそのインターフェイスであるスイッチ類があらたに補装具として加えられた。これは筋萎縮性側索硬化症など多くの神経難病に使用されているもので特殊性がきわめて高く、導入の条件として、地域医療機関の介入、取扱業者との事前相談が必須である。
一方、杖のうち一本杖（いわゆるT字杖）は日常生活用具へ移行し、補装具としての扱いではなくなった。

## 給付手続き
身体障害者手帳を所持するものは、都道府県の身体障害者更生相談所における判定にもとづき、市町村の交付決定を受けて、給付を受けることができる。(⇒詳しくは身体障害者手帳の項を参照)
なお、これらの手続きを経ず、市町村レベルの判断で交付ができるものもある。
費用については、交付・修理時に、厚生労働省が定める一定の価格を上限として補助を受けることができる。課税額によって自己負担額に変化があり、課税額が一定金額以上である場合は全額自費扱いとなってしまうが、全額自費となる課税額はかなりの高額所得者となるため、多くの人は補助を受けることができる。
また、市場には給付価格の限度内におさまらない多数の製品が存在するため、給付額を超える費用は“差額”として本人の負担となる。ただし、差額負担とは「デザイン・素材」に関わる部分で限度額を超えた場合のみ可能な特殊処理である。よって、交付を受ける対象は、あくまでも判定で認められた種類の補装具そのものでなければならない。たとえば車椅子のうち手押し型車いすの交付判定を得た者が、差額を負担して電動車いすの交付を受けることは許されない。それは判定された内容と異なる品目だからである（全額自費で購入することは可能）。
判定で認められなかった部品を自分で追加したり改造することは可能である。その部分についての修理費用はもちろん本人負担となる。また、それに付随する問題は自己責任である。

## 2006年10月以降の補足
障害者自立支援法の開始により、所得税額に応じて設定される自己負担金はなくなり、現在は交付費用の1割を本人が負担する。
注意すべき点は、あくまで厚生労働省が定める範囲（交付額）に対する1割負担であり、総額の1割ではないので、給付額を超える品目については、差額が発生する。